# Heaven help us
«Heaven help us» es una canción del grupo de rock My Chemical Romance que fue lanzada en el sencillo Welcome to the Black Parade. La canción fue incluida como extra de la segunda versión del vinilo de 7 pulgadas del álbum The Black Parade, y en la tercera versión del disco, lanzada en Australia y Japón.
También fue incluida en el CD Big shiny tunes 11 (recopilación canadiense de grandes éxitos del rock) como pista especial, y está disponible para descarga digital con iTunes desde el 23 de enero de 2007.
Hay quienes dicen que tiene mucho que ver con el pasado de Way, quizás el trágico accidente automovilístico en donde murió uno de sus familiares y que más tarde lo llevaría a su obsesión, la cual es la esencia de My Chemical Romance.
Con respecto a la historia del Paciente se cree que lo del accidente es la explicación de la muerte de su padre, o más bien se refiere a cómo le hubiera gustado morir en vez del cáncer que lo atormenta.
La canción habla de una pareja atrapada en un accidente automovílistico. Mientras la mujer reza frente al cuerpo del hombre, el espíritu de este recuerda anécdotas de su vida. El final es muy dramático.
Durante el concierto realizado en Monterrey, México, Way se sorprendió al escuchar que el público pedía esta canción (ya que fue tocada sólo en Australia y algunos conciertos selectos); nunca tocaron la canción, pero después de la pista “Blood” se pudo escuchar la tonada de esta canción.